# 希尔伯特公理
希尔伯特公理（Hilbert's Axioms）是欧几里得几何的现代化基石，由大卫·希尔伯特于1899年在其著作 Grundlagen der Geometrie（中译：《几何基础》）中提出。
除本套公理以外，亦有其他对欧几里得几何的公理化尝试，如塔斯基公理以及伯克霍夫公理。

## 公理内容
希尔伯特的公理系统由六种基本符号组成。其中，有三种基本对象：点、直线（简称「线」）、平面（简称「面」）；以及三种基本关系：
- 夹（betweenness）：一种联系点的三元关系；
- 落（lies on）/含（containment）：一组三种二元关系，分别联系点与直线、点与平面，以及平面与直线；
- 同（congruence）：一组两种二元关系，分别联系两条线段或两个角，均以中缀符号 ≅ 表示。

上面提到的线段、角，以及更多诸如三角形之类的概念，均可在点线面的基本对象上，运用夹与含这两种基本关系加以定义。下面所列出的公理中，除非特别声明，所有提及的对象都是互异的。

### 一、所在
1. 给定任意两点 A、B，存在一条直线 a 同时包含其二者。这记作 AB=a 或 BA=a。 除了「a 包含 A 与 B」，也可以用其他方式表述，例如：「A 是 a 上的点」「a 穿过了 A 与 B」「a 连接了 A 与 B」。 若点 A 同时落于两条直线 a 与 b 上，也可以说「直线 a 与 b 有公共点 A」。
2. 给定任意两点 A、B，最多只存在一条直线同时包含其二者。这也是说，若对于相异两点 B、C，同时有 AB=a 与 AC=a，那么有 BC=a。
3. 一条直线上至少存在两个点；又，至少存在不共线的三个点。
4. 对于任意不共线三点 A、B、C，存在一同时包含其三者的平面 α。这记作 ABC=α。 亦可说是「A、B、C 落于 α 上」「A、B、C 是 α 上的点」。
5. 对于任意不共线三点 A、B、C，最多只存在一个平面同时包含其三者。
6. 若在直线 a 上的两点 A、B 同时落于平面 α 上，那么 a 上的任意点均落于 α 上。又说「直线 a 落于平面 α 上」。
7. 若平面 α、β 均包含点 A，那么它们至少共同包含另一点 B。
8. 至少存在不共面的四个点。

### 二、顺序
1. 对于互异三点 A、B、C，若 B 夹在 A、C 间，则 B 亦夹在 C、A 间，且存在一条直线同时包含 A、B、C。
2. 对于互异两点 A、C，至少存在一点 B 落于直线 AC 上，使得 C 夹在 A、B 之间。
3. 直线上的任意三点最多只能有一个夹在其余两者之间。
4. 设 A、B、C 为不共线的三点，α 为平面 ABC 上不通过 A、B、C 的直线。若 α 穿过线段 AB 上的某点，则必穿过线段 AC 或 BC 上的某点。（Pasch 公理（英语））

### 三、等同
1. 若点 A、B 在直线 a 上且点 A' 在直线 a' 上（可与 a 相同），总可以在 a' 上关于 A' 的任意一侧找到点 B'，使得线段 AB 与 A'B' 等同。这记作 AB ≅ A'B'。 每条线段均与其自身等同，也就是说 AB ≅ AB。（自反性） 此公理就是在说，给定任意线段，可以将其“摆”在任意直线上的任意点的任意一侧。
2. 若线段 AB 同时与线段 A'B'、A''B'' 等同，那么 A'B' 亦等同于 A''B''。（传递性）
3. 令 AB、BC 为同一直线上仅共点于 B 的两条线段，以及 A'B'、B'C' 为另一直线（可与前同）上仅共点于 B' 的两条线段；若 AB ≅ A'B' 且 BC ≅ B'C'，则 AC ≅ A'C'。
4. 令 ∠(h,k) 为一角。给定一端点 O' 的射线 h' 以及其一侧的半平面 α'，α' 上存在且仅存在一条射线 k' 使得 ∠(h,k) 或 ∠(k,h) 与 ∠(h',k') 等同。这记作 ∠(h,k) ≅ ∠(h',k')。
5. 若角 ∠(h,k) 等同于角 ∠(h',k')，且 ∠(h',k') 等同于角 ∠(h'',k'')，那么 ∠(h,k) 等同于 ∠(h'',k'')。（传递性）
6. 若在三角形 ABC 与 A'B'C' 中有 AB ≅ A'B'、AC ≅ A'C'、∠BAC ≅ ∠B'A'C'，那么可以得到 ∠ABC ≅ ∠A'B'C'（替换字母即可知 ∠ACB ≅ ∠A'C'B' 亦成立）。

### 四、平行
1. 对于直线 a 与其外一点 A，其二者所确定的平面内至多有一条直线经过 A 而不与 a 相交。（欧几里得公理）

### 五、连续
1. 设 AB、CD 为任意线段，存在正整数 n，使得从 A 沿射线 AB 连续构造 n 个与 CD 等长的线段后，将超过点 B。（阿基米德公理）
2. 欲从既有直线上的点构造新的直线，使得其仍然满足原先元素之间的关系且符合公理一到三以及四-1，这样的尝试是不可能的。（直线完备性公理）